# USS George C. Marshall (SSBN-654)
L’USS George C. Marshall (SSBN-654) est un sous-marin nucléaire lanceur d'engins de la classe Benjamin Franklin, il est le seul bâtiment de l'United States Navy à avoir été nommé en l'honneur du General of the Army George C. Marshall (1880-1959), qui sera secrétaire d'État des États-Unis de 1947 à 1949 puis secrétaire de la Défense des États-Unis de 1950 à 1951. La devise du bâtiment est Patience, Not Weakness (en français : Patience, pas faiblesse).

## Construction et lancement
L'appel d'offre pour la construction du George C. Marshall est attribué au chantier naval Northrop Grumman Newport News Shipbuilding de Newport News, en Virginie le 29 juillet 1963 et sa quille est posée le 2 mars 1964. Le sous-marin est lancé le 21 mai 1965 sous le parrainage de Mme George C. Marshall. Lors de la cérémonie de lancement, l'ancien Secrétaire d'État des États-Unis Dean Acheson (1893–1971) prononcera un discours vantant le rôle dissuasif du George C. Marshall dans le cadre de la guerre froide : « les vagues produites par ce lancement atteindront les confins des pays étrangers. L'existence même de ce navire, sa puissance, sa mission, ses ordres, sa compétence pour les exécuter, affectera davantage les calculs et les décisions, que nous pouvons facilement imaginer. Bien au-delà du Pentagone, du département d’État et de la Maison Blanche, elle va ajouter un nouveau facteur, une nouvelle ampleur, à la corrélation des forces par lesquelles les communistes déterminent leurs décisions,. »
L'USS George C. Marshall est mis en service le 29 avril 1966, et le commandant Warran Rich Cobean est placé à la tête du Blue Crew (équipage bleu) alors que le commandant Willard Edward Johnson est placé à la tête du Gold Crew (équipage doré).

## Service
En décembre 1967, l'USS George C. Marshall entre en collision avec un sous-marin soviétique en mer Méditerranée. L'équipage américain avait décelé la présence du bâtiment soviétique mais ne peut procéder à temps aux manœuvres pour éviter la collision. Les membres d'équipage notent que la collision avait eu lieu de manière oblique, elle provoque une entaille dans le ballast avant sur le tribord.
Pendant une période de maintenance au Newport News Shipbuilding entre 1981 et 1984, l'USS George C. Marshall est modernisé : ses torpilles anti sous-marines Mark 45 ASTOR  (et le système d'alarme 4FZ) son retirés ainsi que ses torpilles Mark 14 et Mark 37. Un système de lancement de leurres Mobile submarine simulator (MOSS) est installé sur les tubes 3 et 4.
En juillet 1986, le George C. Marshall fait escale à Naples en Italie pendant 4 jours.
Au cours de sa carrière, l'USS George C. Marshall conduit 78 patrouilles opérationnelles et est l'un des derniers bâtiments à servir dans le Holy Loch, Écosse, à la suite de la fermeture de la base en 1992. Il effectue sa dernière plongée au large de San Diego, Californie en 1992 lors de son voyage en direction de Bremerton, État de Washington, pour y être retiré du service.

## Retrait du service et démantèlement
L'USS George C. Marshall est retiré du service le 24 septembre 1992 et retiré du Naval Vessel Register le même jour. Son démantèlement, dans le cadre du Ship and Submarine Recycling Program a lieu à Bremerton. Il est achevé le 28 février 1994.